# 嵐圭史
嵐 圭史（あらし けいし、1940年3月31日 - ）は日本の歌舞伎俳優。東京都武蔵野市出身。屋号は豊嶋屋。本名、寺田勝之。
高祖父は二代目嵐璃珏、祖父は四代目嵐芳三郎、父は五代目嵐芳三郎、兄は六代目嵐芳三郎。弟は声優・舞台俳優の麦人。甥は六代目河原崎國太郎と七代目嵐芳三郎。妹は文学座の寺田路恵、シャンソン歌手の広瀬節子など芸能一家の出身。劇団前進座の座員たちが共に暮らす共同住宅で初めて生まれた赤ん坊であるという。
東京都立三鷹高等学校中退、俳優座養成所出身。
前進座の活動を中心としていたが、映画などの外部出演も多い。近年では、山田洋次監督の『たそがれ清兵衛』など。1985年に紀伊國屋演劇賞個人賞を受賞。1992年には、前進座公演・新田次郎原作田島榮脚色『怒る富士』の公演において、伊奈半左衛門役で文化庁芸術祭賞を受賞している。2010年、芸術選奨文部科学大臣賞を受賞。
2017年に個人事務所を設立して前進座を離れた。
2021年9月に朝日新聞の取材に応じ、その経緯を語っている。それによると、父親も兄も劇団に骨を埋めており、自身もその覚悟であったが、役者として演技に専念できる状況ではなかった。40代で劇団運営の執行部幹事となり、幹事長も長く務め、後進にその役割を譲ったが、その後も劇団を巡る状況は厳しかった。心身を削る煩悶の末の離座であったという。

## 主な出演

### 映画
- 街は虹いろ子ども色（1987年） - 神崎龍太郎
- 利休（1989年） - 古田織部
- 死の棘（1990年） - 医師
- 落陽（1992年） - 石原莞爾
- たそがれ清兵衛（2002年） - 堀将監

### テレビドラマ
- 三匹の侍 第6シリーズ 第9話「逃散」（1968年、フジテレビ） - 弥八
- 東芝日曜劇場 第593回「くるま宿」（1968年、TBS）
- NHK大河ドラマ
  - 竜馬がゆく（1968年） - 黒田了介
  - 新・平家物語（1972年） - 藤原基房
  - 翔ぶが如く（1990年） - 山内容堂
- 遠山の金さん捕物帳（NETテレビ）
  - 第3話「鼠が愛した女」（1970年） - 内藤与十郎
  - 第52話「お岩に化けた男」（1971年） - 染井紋三郎
  - 第69話「牢に散る男」（1971年） - 五明卯之助
  - 第111話「鬼を宿らせた女」（1972年） - 清三郎
  - 第133話「いかさまに命を賭けた男」（1973年） - 粂吉
  - 第152話「文三親分を狙った男」（1973年） - 清吉
  - 第168話「数え唄に泣く女」（1973年） - 平吉
- 必殺仕掛人 第32話「正義にからまれた仕掛人」（朝日放送、1973年） - 沢井菊次郎
- 助け人走る 第32話「偽善大往生」（1974年、ABC / 松竹） - 紋次
- 伝七捕物帳 （日本テレビ）
  - 第42話「殺しを呼ぶ富札」（1974年） - 清吉
  - 第70話「人情裏町千両唄」（1975年）
  - 第72話「腕白小僧の身代金」（1975年）-紋乃助
- ふりむくな鶴吉 第33話「修羅屋敷」（NHK、1975年）
- 必殺仕業人 第12話「あんたこの役者どう思う」（朝日放送、1976年）- 尾上菊三
- 十手無用 九丁堀事件帖 第18話「死を招く黄色い水」（1976年、日本テレビ） - 芳次郎
- 影同心II 第24話「そして影は去った!!」（毎日放送、1976年） - 松永伊十郎
- 達磨大助事件帳 第28話「大川端に散った恋」（テレビ朝日、1978年） - 瀬川礼二郎
- 若さま侍捕物帳（テレビ朝日、1978年）- 同心・神田左京
- ニュードキュメンタリードラマ昭和 松本清張事件にせまる 第8回「首相の犯罪 石田検事怪死事件」（テレビ朝日、1984年）
- 系列（NHK土曜ドラマ、1993年）- 二宮副社長役
- 大地の子（NHKドラマ、1995年）
- 鏡は眠らない（NHK、1997年）

## 著書
- 『知盛逍遥』早川書房, 1991.6 
  - 改訂『知盛の声がきこえる 『子午線の祀り』役者ノート』ハヤカワ演劇文庫, 2017.7
- 『いまふれ愛 花形役者が語る生協ロマン』かもがわ出版・かもがわブックレット, 1992.5
- 『花の道草』中央公論社, 1997.3
- 『今朝の露に わたしの芝居旅』新日本出版社, 2012.9
- 『私流演技とは わが役者人生の歩みとともに』本の泉社, 2020.9
- 『余韻嫋嫋 自選随筆集成』本の泉社, 2022.11

共著ほか
- 編著『「怒る富士」が行く 文化の協同を求めて ザ・ドキュメント』かもがわ出版, 1994.5
- 鼎談『佐倉義民伝の世界 歌舞伎「東山桜荘子」初演をめぐって』

小池章太郎・高橋敏共著、歴史民俗博物館振興会・歴博ブックレット 2000.3
- 『百姿繚乱 嵐圭史舞台生活70年 煌めきの役々・舞台写真集』圭史企画, 2020.8